# Ravenglass
Ravenglass est un petit village côtier situé dans le comté de Cumbria au nord-ouest de l'Angleterre. 
Situé à mi-chemin entre Barrow-in-Furness et Whitehaven, il s'agit de la seule localité côtière du Lake District, à l'embouchure de trois rivières : l'Esk, la Mite (en) et l'Irt (en).

## Attractions
Les attractions touristiques de Ravenglass comprennent le château de Muncaster, les Thermes romains de Ravenglass et le chemin de fer « Ravenglass and Eskdale Railway ».

## Transport
Ravenglass est desservie par la gare de Ravenglass, située sur la ligne ferroviaire côtière du Cumbrian Coast Line, avec des trains à destination de Carlisle et de Lancaster. Cette gare est également le terminus du chemin de fer à voie étroite Ravenglass and Eskdale Railway, qui remonte la vallée d’Eskdale vers l’intérieur des terres. Cette ligne fait à la fois office d’attraction touristique et de moyen de transport local pendant sa saison d’exploitation.
Ravenglass est reliée par une route secondaire à la route principale A595 toute proche. Elle possède également des chemins secondaires qui s’étendent vers le nord et le sud en passant par des gués soumis aux marées, lesquels sont inadaptés aux véhicules motorisés ordinaires.

## Gouvernance

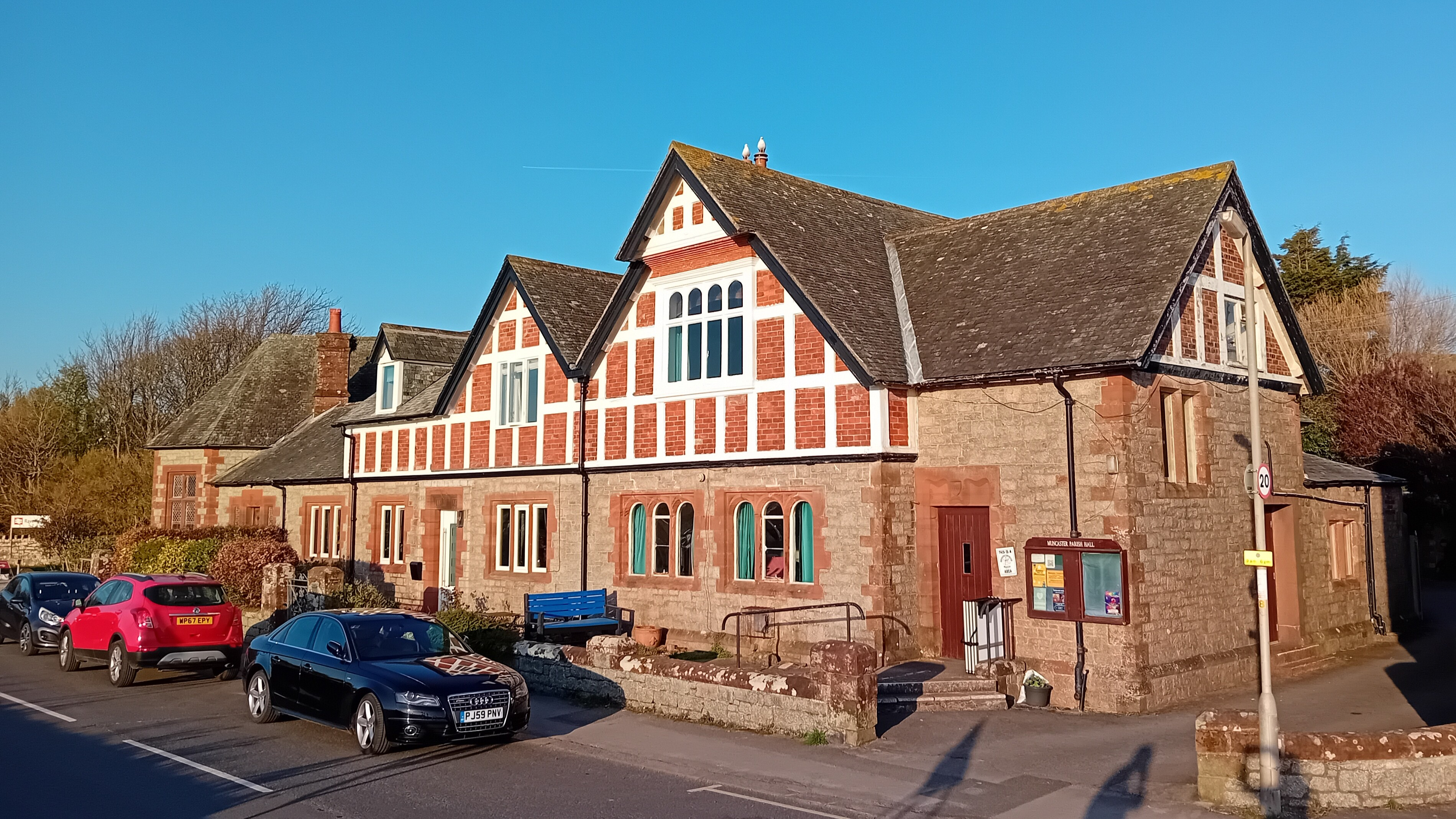
Salle paroissiale de Muncaster (Muncaster Parish Hall), rue principale, Ravenglass

Ravenglass est la principale agglomération de la paroisse civile de Muncaster. Deux niveaux d’administration locale couvrent Muncaster : le conseil paroissial (Muncaster Parish Council) et l’autorité unitaire (Cumberland Council). Le conseil paroissial se réunit généralement au Muncaster Parish Hall, situé sur Main Street à Ravenglass. La paroisse se trouve entièrement à l’intérieur du parc national du Lake District, si bien que certaines fonctions, notamment en matière d’urbanisme, sont exercées par l’autorité du parc national du Lake District (Lake District National Park Authority).
À l’échelle nationale, la paroisse fait partie de la circonscription parlementaire britannique de Barrow and Furness.
De 1974 à 2023, avant la création du Conseil de Cumberland (Cumberland Council), Ravenglass était dirigé par le Conseil d'arrondissement de Copeland et le Conseil du comté de Cumbria.